# Vanja Babić
Vanja Babić (serbiska: Вања Бабић), född 18 juli 1981, är en serbisk taekwondoutövare. 

## Karriär
I oktober 2009 tog Babić brons i 87 kg-klassen vid VM i Köpenhamn. I maj 2012 tog han brons i +87 kg-klassen vid EM i Manchester.